# Louis-Lucien Rochat
Pour les articles homonymes, voir Rochat.
Louis-Lucien Rochat, né le 7 janvier 1849 à Genève et mort dans la même ville le 10 décembre 1917, est un pasteur protestant et théologien connu pour avoir été le père fondateur de la Croix-Bleue, qui deviendra la deuxième organisation mondiale d'aide aux personnes en difficultés avec l'alcool après les Alcooliques anonymes (AA).

## Origines
La famille Rochat est une famille dont les origines ont été retrouvées en France à Rochejean dans le Doubs. L'arrivée du patronyme Rochat de l'autre côté de la frontière suisse, dans la vallée de Joux dans le canton de Vaud, remonte au XVe siècle.
Frédéric Rochat, grand-père de Louis-Lucien Rochat, est originaire des Charbonnières, commune du Lieu. Lorsque Louis-Lucien naît à Genève, sa famille y est installée depuis deux générations.

## Jeunesse
En 1857, il entre au Collège de Genève. Sa mère, qui est dévote, voit en lui un futur pasteur. Louis-Lucien est séduit par l'idée et obtient, dans un premier temps, l'assentiment de son père Samuel Rochat. Tandis qu'il se prépare activement à son ministère, des intrigues aux élections pastorales locales suscitent l'indignation de son père qui décide unilatéralement de réorienter son fils vers le commerce. Louis-Lucien poursuivra dès lors ses études dans une école de commerce à Männedorf (canton de Zurich). Il acquiert la maîtrise de la langue allemande. En 1865, il rentre à Genève et est engagé comme apprenti par un grossiste en tissus. Cette vie ne l'enthousiasme guère. Il aspire à une vie plus spirituelle. Il est moralement affecté au point que sa santé en pâtit. Le médecin de famille parvient à convaincre le père Rochat de laisser son fils reprendre ses études. Au printemps 1866, Louis-Lucien reprend donc ses études. Il obtient son baccalauréat ès-lettres en 1868 et ès-sciences naturelles en 1870. Puis il entre à la Faculté de théologie protestante de l'Université de Genève. Il fait partie de la société de Zofingue, dont il devient président de la section genevoise en 1873. Cette association - qui a contribué à l'avènement de la Constitution suisse - développe chez lui un ardent patriotisme et lui apprend comment organiser et diriger une société. Il termine ses études en 1875 et est consacré le 15 septembre de la même année.

## Observateur des changements de société
Au cours de ses études, plusieurs phénomènes de société attirent son attention. Ainsi la désaffection des laïcs pour les activités de l'Église et l'abandon du culte par la classe ouvrière. Il observe aussi la redoutable augmentation de la consommation des alcools forts en Suisse. Le schnaps, le härdöpfeler, une eau de vie bon marché à base de pommes de terre et surtout l'absinthe connaissaient une vogue grandissante. Les petites distilleries paysannes se multiplient.

## Voyage en Angleterre
Après ses études, Louis-Lucien Rochat décide de partir pour l’Angleterre qui l'attire par ses œuvres d’évangélisation et la grande activité de ses laïcs. Il séjourne chez le révérend Edwin Pope qui lui apprend la langue. Il découvre les mouvements anglo-saxons de tempérance qui prônent l'abstinence. Un buveur relevé lui fait témoignage de sa guérison. À ses yeux, c'est un miracle de Dieu. À cette époque, il existait des croyances selon lesquelles l'alcool contribuait à se maintenir en bonne santé. Il décide alors de vérifier l'effet de l'abstinence sur lui-même. Après quelques semaines d’abstinence, il est invité dans la famille du révérend Pope. Comme il tente de refuser le verre de champagne qu'on lui tend en l'honneur de la maîtresse de maison, le mari de celle-ci insiste, lui disant que refuser de s’associer à ce toast offenserait son hôtesse. Il cède à la pression, ce qu'il regretta a posteriori : Elle me révéla en quelque sorte la puissance tyrannique des us et coutumes modernes pour la propagation de l’alcoolisme et l’importance des obstacles qu’ils opposaient à l’exécution des bonnes résolutions des personnes qui désiraient rester sobres et des buveurs qui aspiraient à ne plus commettre d’excès. De son expérience personnelle, Louis-Lucien Rochat retiendra l'importance du facteur social dans la difficulté de l'abstinence. Il va alors décider de s'abstenir de toute boisson alcoolisée pendant un an, afin de vérifier sur une période longue si vraiment il était possible de le faire sans de sérieux inconvénients dans tous les domaines. Il ira jusqu'à célébrer la Sainte-Cène avec du vin non fermenté (jus de raisins) en guise de Saint-Sang. Il en dira lui-même J’avoue que cela me répugna et heurta désagréablement mes habitudes et mes préjugés nationaux. Cela me semblait une profanation ! En réalité après avoir passé cette année sans encombre, il restera abstinent pour le reste de sa vie.

## Retour en Suisse
Alors qu'il est suffragant dans la paroisse de Cossonay (canton de Vaud), il est confronté à plusieurs services funèbres dont les défunts ont - d'une manière ou d'une autre - succombé des suites de leur alcoolisme. Plus il avance dans la vie, plus il a la révélation de l'étendue du fléau. Le vin est partout : affaires, marchés, foires, abbayes, mariages, baptêmes et enterrements.

## Société suisse de tempérance
À son lever du 21 août 1877, alors qu'il est en train de faire sa toilette, Louis-Lucien entend Dieu qui l'invite à s'engager dans une action pour relever les alcooliques. Il n'a pas d'autre choix que d'accéder à cette "demande divine", même si la tâche lui semble au-dessus de ses forces et qu'il projette de devenir pasteur en France. Il se met immédiatement à la recherche de personnes susceptibles de le suivre dans son entreprise. Après avoir en vain essayé de se faire entendre lors des séances du Congrès pour la Réforme des Mœurs qui se tient à Genève, Louis-Lucien Rochat organise une séance publique en marge du Congrès au cours de laquelle il fonde - avec 27 signataires s'engageant à l'abstinence - la Société suisse de tempérance.
Les principes fondateurs de la société s'inspirent largement de ceux des groupes néphalistes anglo-saxons : 
- abstinence totale et définitive
- soutien d'un ami ou d'un ancien buveur solidaire
- aide de Dieu
- bénévolat
- pas de prohibitionnisme

## Croix-Bleue
Si la dénomination officielle de l'organisation reste la Société suisse de tempérance, le nom de Croix-Bleue apparaît en 1881, d'abord en tant que simple enseigne reprise aussi comme titre du bulletin diffusé pour faire connaître la société. En 1883, lors de l'Assemblée générale des délégués, la société adopte le sous-titre de Société suisse de la Croix-Bleue appellation qui sera de plus en plus utilisée, de sorte que lors de l'Assemblée de 1885, le changement de nom est considéré comme quelque chose de purement formel. Louis-Lucien Rochat propose également d'adopter ce sous-titre de Société suisse de la Croix-Bleue dans l'idée que chaque pays puisse créer sa société nationale, avec des règlements et une organisation propres, mais des principes identiques. Il avance alors déjà l'idée d'une Fédération internationale des Sociétés de la Croix-Bleue qui chapeauterait les sociétés étrangères. Il fait cette demande à un moment où les branches étrangères de la Croix-Bleue sont encore trop frêles pour la mise en pratique de ce projet. Mais en visionnaire, il prépare sa grande organisation qui, en réalité, ne verra le jour que 7 ans plus tard, en 1890.
À côté de l'objectif visant à « sauver » les buveurs de l'emprise de l'alcool, Louis-Lucien Rochat poursuivait aussi une mission religieuse visant à réveiller la spiritualité face à la désaffection des cultes par les populations. Convertir chaque alcoolique en chrétien. L'idée de ramener l'alcoolique à Dieu lui valut un  appui inconditionnel des Églises nationales et libres. Ces Églises stigmatisaient les débits de boissons et la "soif de plaisirs", y voyant une menace pour la morale sociale. En 1895, l'Église catholique lance de son côté sa Ligue catholique suisse d'abstinence. Celle-ci réalisera un travail appréciable dans la sphère catholique sans jamais parvenir à s'imposer au même point que la Croix-Bleue.

## Contribution à l'interdiction de l'absinthe
Les ravages sociaux liés au développement rapide de l'alcoolisme ne peuvent être dissociés du succès de l'absinthe qui était (et est redevenue depuis) une spécialité régionale du Jura. Outre sa haute teneur en alcool, l'absinthe de l'époque présentait un danger supplémentaire en raison d'un composant toxique pour le système nerveux central, la thuyone. Une terminologie spécifique voit le jour : absintheur définit le consommateur d'absinthe, absinthiques en définit les effets tandis que absinthisme définit la dépendance du consommateur. De nombreux drames sont associés à la consommation abusive d'absinthe. En Suisse romande, le crime de Commugny en 1905, mobilisera l'attention du public, des instances politiques et religieuses sur ce phénomène. Pour Louis-Lucien Rochat et la Croix-Bleue, la lutte contre l'absinthe commença dès 1899. Toute l'organisation se mobilise pour faire campagne. À la suite de nombreuses actions dont celles de la Croix-Bleue, une votation fédérale est fixée au 5 juillet 1908. L'issue est d'autant plus incertaine que la production d'absinthe fait vivre beaucoup de familles dans le Jura. Les édiles de la région du Val-de-Travers distribuent des tracts affirmant que leur région serait au bord de la ruine si l’initiative était acceptée. La votation aboutira de justesse à la prohibition fédérale de l'absinthe en Suisse à partir du 7 octobre 1910.

## Titres honorifiques
En 1909, l’Université de Genève décerne à Louis-Lucien Rochat le titre de Docteur honoris causa en théologie pour la valeur et l’importance des services rendus à l’humanité, à la science et à la religion par la fondation de la Croix-Bleue.

## Loisirs
Louis-Lucien Rochat était une personnalité bouillonnante qui, outre le travail, se consacrait à toute une série d'activités physiques et intellectuelles parmi lesquelles on peut citer : le patin à glace, le ski alpin, la généalogie, la pêche, le dessin et la photographie qui n'en était alors qu'à ses débuts.

## Publications
Pour les ouvrages dont Louis-Lucien Rochat est l'auteur, se référer au mémoire de Sophie Rossier. Un ouvrage tiré de ce mémoire a fait l'objet d'une publication aux éditions de la Croix-Bleue.